# Blattnicksele
Blattnicksele uttal (fil) (umesamiska: Bláhnage eller Bláhnagesuvvane, sydsamiska: Blaahnege) är en småort i Sorsele kommun, Västerbottens län. Orten ligger vid sjön Blattnikselet i Vindelälven, väg E45 och Inlandsbanan.

## Befolkningsutveckling

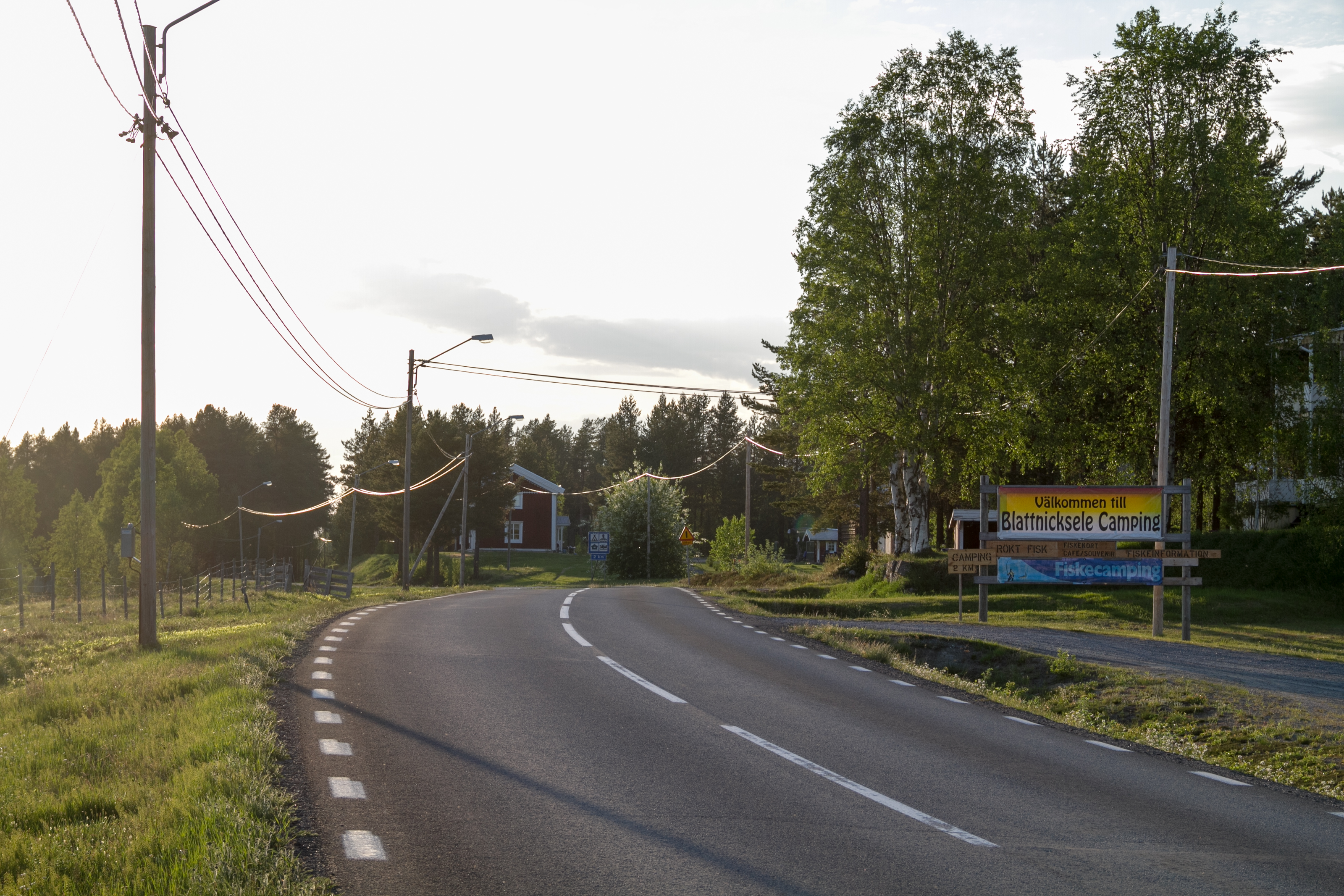
Infart till Blattnicksele från söder.

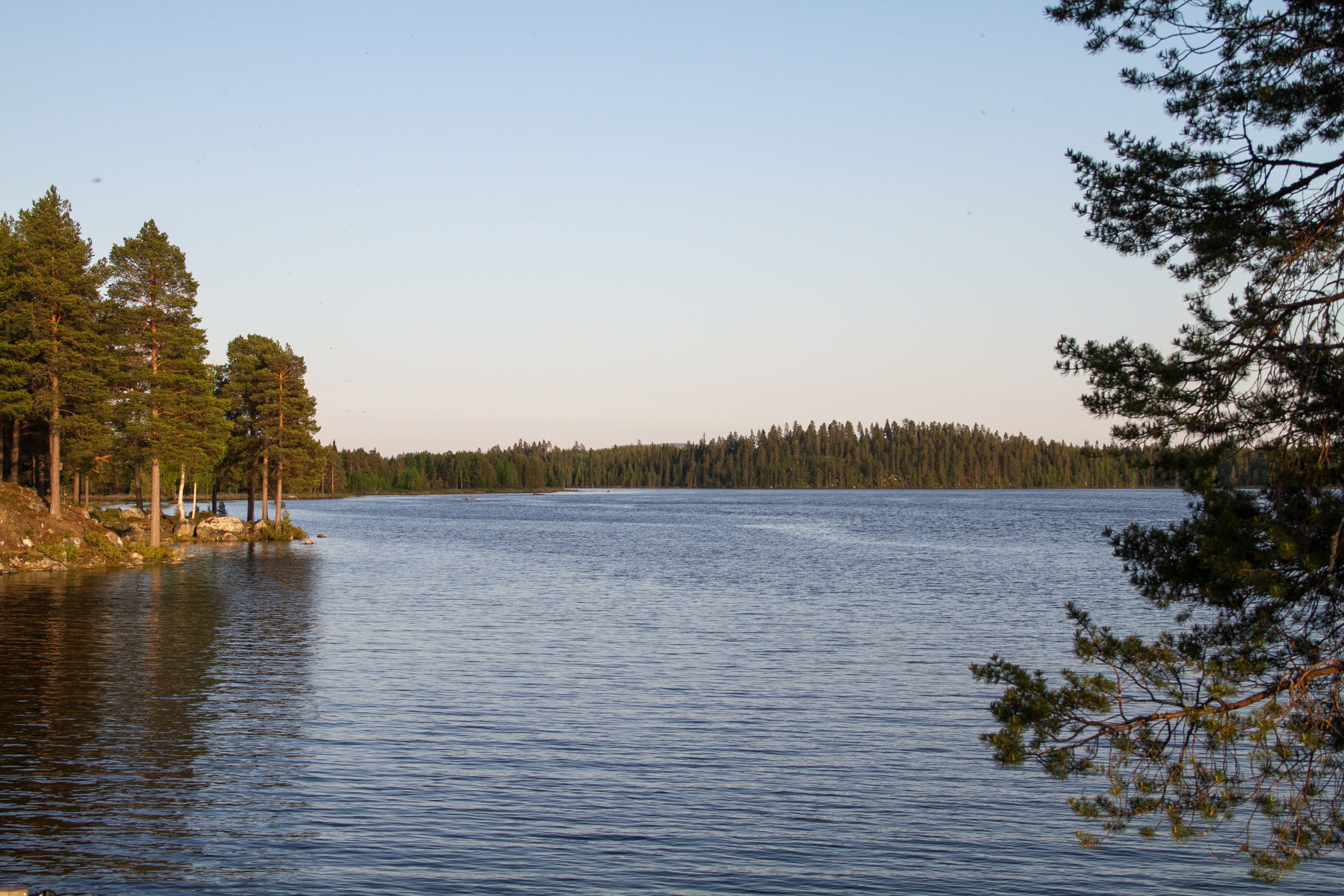
Blattnicksele ligger invid Blattnikselet, en del av Vindelälven.

| Befolkningsutvecklingen i Blattnicksele 1960–2015                                                                     | Befolkningsutvecklingen i Blattnicksele 1960–2015 | Befolkningsutvecklingen i Blattnicksele 1960–2015 | Befolkningsutvecklingen i Blattnicksele 1960–2015 | Befolkningsutvecklingen i Blattnicksele 1960–2015 |
| --- | ------------------------------------------------- | ------------------------------------------------- | ------------------------------------------------- | ------------------------------------------------- |
| |                                                   |                                                   |                                                   |                                                   |
| År |                                                   |                                                   | Folkmängd                                         | Areal (ha)                                        |
| 1960 | 1960                                              |                                                   | 199                                               | ¤                                                 |
| 1965 | 1965                                              |                                                   | 220                                               |                                                   |
| 1990 | 1990                                              |                                                   | 204                                               | 32#                                               |
| 1995 | 1995                                              |                                                   | 210                                               | 58                                                |
| 2000 | 2000                                              |                                                   | 205                                               | 54                                                |
| 2005 | 2005                                              |                                                   | 187                                               | 54#                                               |
| 2010 | 2010                                              |                                                   | 158                                               | 40#                                               |
| 2015 | 2015                                              |                                                   | 150                                               | 45#                                               |
| Anm.: Ny tätort 1965. Ej tätort 1970-1995, samt från 2005. ¤ Som tätortsbebyggelse med 150-199 invånare # Som småort. |                                                   |                                                   |                                                   |                                                   |

## Blattnicksele i populärkulturen
Rockartisten Eddie Meduza tycks ha fascinerats av ortnamnet, eftersom det förekommer flitigt hos honom, i flera skämtsamma låtar och sketcher på hans skivor och kassetter.[källa behövs]

## Ortnamnet

### Betydelse
Förledet är samisk och betyder 'mindre sträcka torr mark på myr' Det svenska efterledet -sele kommer av ordet sel, som har betydelsen ’lugnvatten mellan forsar i en älv. Den lugna vattnet kan bero på att flodsträckan har relativt liten lutning och att floden där blir bredare.

### Stavning
Blattnicksele intresseförening begärde 2012 att byanamnet Blattniksele skulle ändras till Blattnicksele, eftersom den stavningen används i postadress, folkmun och av företag. Sorsele kommun stödde förslaget. Samma år blev Sorsele kommun samiskt förvaltningsområde. I samband med detta byttes ortnamnsskyltarna ut mot nya, där ortnamnet stavades Blattniksele, och en samisk stavning lades till. Lantmäteriet gjorde en undersökning i vilken de skickade en förfrågan om eventuellt  namnbyte dels till Riksantikvariatet, som biföll bybornas önskan, och Institutet för språk och folkminnen, som inte biföll att stavningen skulle ändras till Blattnicksele. De ansåg att det inte är ”god ortnamnssed i enlighet med kulturmiljölagen” att ändra stavningen. Dessutom skriver de att namnet alltid är skrivet utan c i fastighetsregistret och i föregångaren Jordregistret. Denna senare tolkning låg till grund för att Lantmäteriet avslog begäran om namnändring.

## Blattnicksele i populärkulturen
Rockartisten Eddie Meduza tycks ha fascinerats av ortnamnet, eftersom det förekommer flitigt hos honom, i flera skämtsamma låtar och sketcher på hans skivor och kassetter.
Blattnicksele var den ort som Fredrik Lindström besökte i Norrlandsavsnittet av Svenska dialektmysterier, som sändes 2006. Lindströms inledande beskrivning av orten var:
| ” | I Blattnicksele finns det bara 107 hushåll. Det finns en konfektionsbutik, en lanthandel, en skola, en bilverkstad, och en snöskoterverkstad, punkt slut. Vackert beläget vid Vindelälven, i jämnhöjd med Piteå men minst 20 mil inåt landet. Och södra Lappland är för övrigt ett av de björnrikaste områdena i hela landet. | „ |